# Баламути
Баламути— українське намисто з намистин, виготовлених із перламутру — внутрішнього шару раковин прісноводних та морських молюсків. Один із елементів українського жіночого національного костюма. Предмет антикваріату та колекціонування.

## Історія
З давніх давен перламутр використовувався для інкрустації різних предметів побуту та виготовлення прикрас (намиста, перламутрові нитки, вставки в срібні або золоті вироби і т. д.). В Україні намиста-баламути з'явилися у ХІХ столітті і ймовірно мали східне походження. Так, передбачається, що намиста могли потрапити в Україну спочатку у вигляді чоток, придбаних паломниками під час відвідин святих місць у Палестині. У вигляді назви спочатку застосовувалося берламут, барламут, що є похідним від слова перламутр. Можливо на етимологію вплинуло схоже слово берло — палиця, прикрашена дорогоцінним камінням та різьбленням, яка є знаком влади. Також відзначають співзвучність зі словом каламутний, що могло призвести до перетворення на слово баламути. Останнє могло також вийти в результаті жарту і наближено до слова баламут — баламут, пройдисвіт.
Баламути виготовляли з перламутрових зерен переважно морського походження кулястої чи неправильної форми. Намиста бувають різної величини, зазвичай не більше чотирьох кольорів (світло-бежевих відтінків). Раніше їх нанизували за певною симетричною схемою на конопляний шнурок, що складався з кількох міцних ниток. У дорожчому варіанті намисто прикрашалося дукачами — срібними чи золотими монетами. Намисто є одним із елементів українського жіночого національного костюма. Символізувало цноту, було атрибутом вбрання весільної матері. Дівчата та одружені жінки носили зазвичай один або три ряди намиста. 

### Сучасний стан
В даний час спостерігається відродження інтересу до прикраси. Особливо популярність намиста зросла після появи у червні 2014 року на інавгурації Президента України Петра Порошенка першої леді Марини Порошенко з баламутами львівської дизайнерки, колекціонерки-етнографки Роксолани Шимчук.